# Pèirahorada
Pèira Horada (en francès Peyrehorade) és un municipi francès situat al departament de les Landes i a la regió de la Nova Aquitània.

## Demografia
| 1962                                       | 1968  | 1975  | 1982  | 1990  | 1999  | 2007  |
| ------------------------------------------ | ----- | ----- | ----- | ----- | ----- | ----- |
| 2.584                                      | 2.591 | 2.861 | 3.093 | 3.056 | 3.016 | 3.477 |
| Des de 1962: població sense dobles comptes |       |       |       |       |       |       |

## Administració
| Període   | Identitat         | Partit        |
| --------- | ----------------- | ------------- |
| 1989-1995 | Jean Cibe         |               |
| 1995-2001 | Charles Pinsolle  | Divers droite |
| 2001-     | Alain Siberchicot | PS            |

## Personatges il·lustres
- Jean-Baptiste Dortignacq, ciclista

## Agermanaments
- Medina de Pomar